# 無間道II
《無間道II》（英語：Infernal Affairs II）是一部於2003年上映的香港電影，由劉偉強和麥兆輝擔任執導，以及由陳冠希、黃秋生、曾志偉、劉嘉玲、吳鎮宇、余文樂、胡軍、杜汶澤等擔任主演；此電影為《無間道系列》中的第二部，亦為《無間道》的前傳。本片以《教父2》交叉敘述的手法呈現。
2022年12月電影上映20周年之际，工作人员使用4K數位修復和杜比全景聲環迴技術，把原版電影拷貝的聲畫質素大幅躍升，定於首部曲開畫的同一天，即12月12日讓《無間道》、《無間道II》、《無間道III終極無間》重新公映。

## 劇情簡介
1991年，韓琛（曾志偉飾演）只是個黑幫小頭目，對黑幫老大倪坤（張同祖飾演）忠心耿耿，也與督察黃志誠（黃秋生飾演）相當友好。但韓琛妻子Mary（劉嘉玲飾演）不甘丈夫長年屈於倪家之下，瞞著丈夫派青年黑幫份子的劉健明（陳冠希飾演）槍殺倪坤。後來韓琛為得到警方訊息，指示劉健明進入警察訓練學校學警而投入成為警隊菁英。
晚間，倪坤的死訊於江湖上傳開後，旗下所掌控的黑幫頭目也紛紛蠢蠢欲動，隨即可能掀起極大的風暴，只有韓琛仍然忠心耿耿。同時，重案組總督察陸啟昌（胡軍飾演）和黃志誠則帶隊緊盯現場情況，打算見機行事，盼能一舉逮捕在場份子。只是倪坤的次子倪永孝（吳鎮宇飾演）運用過人的手段，穩住別有異心的黑幫頭目，之後更一一將頭目剷除，有著黑幫新任龍頭的架勢。
某日，原本於警校學警的青年陳永仁（文樂飾演），本是倪坤的私生子，為投考警隊而偽造家庭背景，被警校查出，結果無法繼續接下來的學業，被逼離開警察訓練學校而革除的陳永仁，仍然一心嚮往能夠擔任警察，於是接受黃志誠督察的特別任務，投入黑幫擔任臥底警察的生涯。
1995年，身不由己的陳永仁和劉健明順利互換身份，逐漸站穩自己扮演的角色，邁向一條通往無間地獄的道路......

## 角色
| 演員                      | 角色           | 簡介 |
| 黃秋生                    | 黃志誠         | 黃Sir、阿黃 生於：1956年3月22日 重案組督察 韓琛、Mary的好友，最後與韓琛反目 派遣陳永仁執行臥底任務 陸啟昌之下屬 槍殺倪永孝 殺死倪坤的幕後主腦 |
| 曾志偉                    | 韓琛           | 阿琛、琛哥 生於：1957年7月21日 黑幫老大 倪坤之前頭馬 Mary丈夫 黃志誠好友，最後反目 派遣劉健明投入警察訓練學校當學警 最後逃離警方保護，前往大排檔告知倪永孝已透過泰國黑幫捉走其家人，刺激倪永孝想槍殺自己                                                                 |
| 劉嘉玲                    | Mary           | Mary、Mary姐 黑幫大家姐 韓琛妻子 黃志誠好友 派遣劉健明殺死黑幫龍頭倪坤 被劉健明通風報信令倪雄派人於啟德機場駕車撞死 |
| 吳鎮宇                    | 倪永孝         | 倪生、阿孝 本片终极大反派 生於：1961年 死於：1997年6月 黑社會頭目 韓琛之大哥 倪坤之三子 倪雄之三侄 倪永忠與倪永慈之三弟 倪永義之三哥 陳永仁之同父異母哥哥 買兇殺害涉嫌殺害其父的四大頭馬 育有一女 因家人被泰國黑幫綁架而想槍殺韓琛，最後在大排檔被黃志誠用槍射中眉心死亡 |
| 陳冠希                    | 劉健明（青年） | 生於：1971年 韓琛之得力手下 於Mary的命令殺死前黑幫老大倪坤後，被韓琛派遣投入警校當是真正成為警察職務，最後他畢業後投入警隊職位 |
| 余文樂                    | 陳永仁（青年） | 生於：1967年10月25日 倪坤之私生子 倪永孝之同父異母弟弟 原為警校學生，之後被警校校長革除，實為被督察黃志誠派往執行臥底任務 |
| 胡軍 （粵語配音：陳欣）   | 陸啟昌         | 陸Sir、阿昌 生於：1957年10月25日 死於：1995年4月 重案組總督察 黃志誠之上司 派遣羅繼賢為下屬臥底任務之上司 在黃志誠被控教唆殺人罪，帶返黃志誠回警署開會，怎料代替黃志誠駕車時，被車上的炸彈炸死                                                                           |
| 張耀揚                    | 羅繼賢         | 羅雞 生於：1959年7月28日 死於：1995年4月14日 陸啟昌下屬臥底任務 倪永孝手下 被倪永孝發現其真正身份後被槍殺死亡 |
| 杜汶澤                    | 徐偉強         | 傻強 韓琛得力手下 與陳永仁於監獄之中相識而結為好友 |
| 張同祖                    | 倪坤           | 坤叔、坤哥 黑社會老大 韓琛之前大哥 倪雄之兄 倪永忠、倪永慈、倪永孝、倪永義及陳永仁之父 之前被劉健明槍殺死亡 |
| 黃岳泰                    | 國華           | 倪坤前手下 倪永孝手下 黑幫四大頭馬 与甘地之妻有不寻常关系 聯同黑鬼、文拯、甘地愚弄倪家之黑幫生意 殺害倪坤的嫌疑人之一 被倪永孝買兇槍殺 |
| 敖志君                    | 黑鬼           | 倪坤前手下 倪永孝手下 黑幫四大頭馬 聯同國華、文拯、甘地愚弄倪家之黑幫生意 殺害倪坤的嫌疑人之一 被倪永孝買兇活埋 |
| 方平                      | 甘地           | 倪坤前手下 倪永孝手下 黑幫四大頭馬 其妻与国华有不寻常关系 聯同國華、文拯、黑鬼愚弄倪家之黑幫生意 殺害倪坤的嫌疑人之一 被倪永孝買兇捂死 |
| 陳德森                    | 文拯           | 倪坤前手下 倪永孝手下 黑幫四大頭馬 聯同國華、黑鬼、甘地愚弄倪家之黑幫生意 殺害倪坤的嫌疑人之一 被倪永孝買兇燒死 |
| Chaucharew Wichai         | Paul           | 泰國毒品賣家 韓琛在泰國的合作拍檔 |
| 張穎康                    | 林國平（青年） | 大B 警員 劉健明之下屬 真正身份實為韓琛派往警方的臥底 |
| 尹志強                    | 梁警司         | 梁Sir 內務部總警司，陸啟昌與黃志誠的上司 |
| 許金峰                    | 葉金峰         | 葉Sir 生於:1949年7月14日 警校校長 當初安排陳永仁離開警校接受黃志誠臥底任務 |
| 廖啟智                    | 倪雄           | 阿雄、雄少、雄叔、三叔 黑幫要員 倪坤之弟 最後在泰國被泰國黑幫槍殺死亡 |
| 陳望華                    | 倪永忠         | 黑幫成員 倪坤之長子 倪永慈、倪永孝、陳永仁、倪永義之兄 整形医生 最後在夏威夷被泰國黑幫槍殺死亡 |
| 惠英紅                    | 倪永慈         | 黑幫成員 倪坤之二女兒 倪永忠之妹妹 倪永孝、倪永義、陳永仁之家姐 最後在夏威夷被泰國黑幫槍殺死亡 |
| 連凱 （粵語配音：羅偉亮） | 倪永義         | 黑幫成員 倪坤之四子 倪永忠、倪永慈、倪永孝、陳永仁之弟 无业 最後在夏威夷被泰國黑幫槍殺死亡 |
| 戴豪輝                    | 殺手           | 倪永孝手下 殺死文拯的兇手 最後在企圖殺死Mary時，被劉健明從後偷襲死亡 |
| 傅嘉莉                    | May（青年）    | 陳永仁青年時女友，後因為受不了陳永仁在外屢次犯罪捅樓子，再加上去警局保陳4次及隱瞞陳跑去墮胎之事而鬧分手 在删剪片段中，交代已結婚及誕下女兒 |
| 趙頌茹                    | Mary（青年）   | 劉健明的未來妻子，小說作家。結尾失戀醉酒在警局作筆錄時與劉健明相遇，因英文名與已故的Mary姐相同而引起劉健明注意，兩人一見如故 |
| 鄭斌輝                    | 洪律師         | 倪永孝代表律師 |
| 段偉倫                    | 肥陳           | 黃志誠的下屬 劉健明的上司 （戲份被刪除） |

## 劇本創作
- 編劇莊文強在2003年創作劇本時，SARS疫情因於香港釀災，令香港社會產生信任危機。莊文強希望在劇本加入「香港社會堅強」的一幕，由此想起香港歷史著名一幕——1997年香港交接儀式前夕英國軍樂團等在大暴雨中完成演奏和儀仗，遂於電影結尾加入此一幕。[6]

## 選角
- 「無間道2」片中「陸啟昌」角色，開拍前據傳屬意找梁家輝出演。之後梁私人因素辭演，由胡軍取代。事後梁否認。猜測可能是因為戲份太少而拒演。
- 片中飾演「陳永仁」青年時期的女友「May」角色，最初開拍前原先屬意找蕭亞軒出演。之後因為蕭她檔期因素再加上當時正忙於新專輯宣傳及演唱會忙碌關係婉拒出演，最後改由當時的新人傅嘉莉接替出演。
- 在上部「無間道」中飾演「陳永仁」的影帝梁朝偉，在「無間道2」開拍之前據傳曾向導演劉偉強、麥兆輝倆提議想要爭取接演「無間道2」裡的經典角色「倪永孝」。之後因為導演劉偉強、麥兆輝顧及梁他在上部「無間道」裡的「陳永仁」角色形象緣故，擔心觀眾看到梁在「無間道2」裡飾演「倪永孝」就會被聯想到「陳永仁」這角色，最終未落實。
- 片中 张耀扬饰演在“倪永孝”（吴镇宇饰）身边的卧底“罗继贤”，出镜不多，一句台词也没有。据悉，刘伟强原设定了几句对白给张耀扬，但是他认为角色保持沉默更带神秘感和气场，所以坚持保持沉默。

## 電影歌曲
| 曲別   | 歌名     | 作曲   | 作詞           | 編曲   | 演唱   |
| ------ | -------- | ------ | -------------- | ------ | ------ |
| 主題曲 | 《長空》 | 黃家強 | 黃家強、葉世榮 | Beyond | Beyond |

## 獎項
| 年份   | 頒獎典禮                       | 獎項               | 名單                                                | 結果 |
| ------ | ------------------------------ | ------------------ | --------------------------------------------------- | ---- |
| 2004年 | 香港電影評論學會大獎（第10屆） | 最佳導演           | 劉偉強、麥兆輝                                      | 提名 |
| 2004年 | 香港電影評論學會大獎（第10屆） | 最佳編劇           | 麥兆輝、莊文強                                      | 提名 |
| 2004年 | 香港電影評論學會大獎（第10屆） | 最佳男演員         | 黃秋生                                              | 提名 |
| 2004年 | 香港電影評論學會大獎（第10屆） | 最佳男演員         | 廖啟智                                              | 提名 |
| 2004年 | 香港電影評論學會大獎（第10屆） | 最佳女演員         | 劉嘉玲                                              | 提名 |
| 2004年 | 香港電影評論學會大獎（第10屆） | 最佳電影           | 無間道II                                            | 獲獎 |
| 2004年 | 第23屆香港電影金像獎           | 最佳電影           | 無間道II                                            | 提名 |
| 2004年 | 第23屆香港電影金像獎           | 最佳導演           | 劉偉強、麥兆輝                                      | 提名 |
| 2004年 | 第23屆香港電影金像獎           | 最佳編劇           | 麥兆輝、莊文強                                      | 提名 |
| 2004年 | 第23屆香港電影金像獎           | 最佳男主角         | 吳鎮宇                                              | 提名 |
| 2004年 | 第23屆香港電影金像獎           | 最佳女主角         | 劉嘉玲                                              | 提名 |
| 2004年 | 第23屆香港電影金像獎           | 最佳男配角         | 杜汶澤                                              | 提名 |
| 2004年 | 第23屆香港電影金像獎           | 最佳男配角         | 廖啟智                                              | 提名 |
| 2004年 | 第23屆香港電影金像獎           | 最佳攝影           | 劉偉強、伍文拯                                      | 提名 |
| 2004年 | 第23屆香港電影金像獎           | 最佳剪接           | 彭 發、彭正熙                                       | 提名 |
| 2004年 | 第23屆香港電影金像獎           | 最佳原創電影音樂   | 陳光榮                                              | 提名 |
| 2004年 | 第23屆香港電影金像獎           | 最佳原創電影歌曲   | 長空 作曲：黃家強 填詞：黃家強、葉世榮 主唱：Beyond | 獲獎 |
| 2004年 | 第23屆香港電影金像獎           | 最佳音響效果       | 曾景祥                                              | 提名 |
| 2004年 | 第9屆香港電影金紫荊獎          | 最佳影片           | 無間道II                                            | 提名 |
| 2004年 | 第9屆香港電影金紫荊獎          | 最佳導演           | 劉偉強、麥兆輝                                      | 提名 |
| 2004年 | 第9屆香港電影金紫荊獎          | 最佳男主角         | 黃秋生                                              | 提名 |
| 2004年 | 第9屆香港電影金紫荊獎          | 最佳女主角         | 劉嘉玲                                              | 提名 |
| 2004年 | 第9屆香港電影金紫荊獎          | 最佳男配角         | 吳鎮宇                                              | 提名 |
| 2004年 | 第9屆香港電影金紫荊獎          | 最佳男配角         | 廖啟智                                              | 提名 |
| 2004年 | 第9屆香港電影金紫荊獎          | 最佳編劇           | 麥兆輝、莊文強                                      | 提名 |
| 2004年 | 第9屆香港電影金紫荊獎          | 最佳攝影           | 劉偉強、伍文拯                                      | 提名 |
| 2004年 | 第9屆香港電影金紫荊獎          | 十大華語片         | 無間道II                                            | 獲獎 |
| 2004年 | 华语电影传媒大奖（第4屆）      | 最佳電影（港台）   | 無間道II                                            | 獲獎 |
| 2004年 | 华语电影传媒大奖（第4屆）      | 最佳導演（港台）   | 麥兆輝、劉偉強                                      | 提名 |
| 2004年 | 华语电影传媒大奖（第4屆）      | 最佳編劇（港台）   | 麥兆輝、莊文強                                      | 提名 |
| 2004年 | 华语电影传媒大奖（第4屆）      | 最佳男主角（港台） | 吳鎮宇                                              | 提名 |
| 2004年 | 华语电影传媒大奖（第4屆）      | 最佳女主角（港台） | 劉嘉玲                                              | 提名 |
| 2004年 | 华语电影传媒大奖（第4屆）      | 最佳男配角（港台） | 杜汶澤                                              | 提名 |
| 2004年 | 华语电影传媒大奖（第4屆）      | 最佳男配角（港台） | 張耀揚                                              | 提名 |
| 2004年 | 华语电影传媒大奖（第4屆）      | 最佳男配角（港台） | 廖啟智                                              | 獲獎 |
| 2004年 | 华语电影传媒大奖（第4屆）      | 傳媒評審團獎       | 無間道II                                            | 提名 |
| 2004年 | 华语电影传媒大奖（第4屆）      | 港台最受歡迎影片   | 無間道II                                            | 提名 |
| 2004年 | 华语电影传媒大奖（第4屆）      | 港台最受歡迎男演員 | 黃秋生                                              | 銅獎 |
| 2004年 | 华语电影传媒大奖（第4屆）      | 港台最受歡迎男演員 | 吳鎮宇                                              | 提名 |

## 備註
1. 1 2 3 4 5  出演倪坤的張同祖是香港電影導演會永遠榮譽會長之一，而出演四大頭目的黃岳泰、敖志君、方平、陳德森均是曾擔任導演的資深電影幕後人員，黃岳泰和敖志君擔任攝影師為主。[3]

## 外部連結
- 香港影庫上《無間道II》的資料（繁體中文）
- 開眼電影網上《無間道II》的資料（繁體中文）
- Yahoo奇摩電影上《無間道II》的資料（繁體中文）
- 豆瓣电影上《無間道II》的資料 （简体中文）
- 时光网上《無間道II》的資料（简体中文）
- AllMovie上《無間道II》的资料（英文）
- 爛番茄上《無間道II》的資料（英文）
- 互联网电影数据库（IMDb）上《無間道II》的资料（英文）